# Крук лісовий
Крук лісовий (Corvus tasmanicus) — вид горобцеподібних птахів роду крук (Corvus) родини воронових (Corvidae).

## Поширення
Вид зустрічається на острові Тасманія, де населяє різноманітні біотопи. Також існує ізольована віддалена популяція на півночі штату Новий Південний Уельс, представників якої відносять до окремого підвиду.

## Опис
Тіло сягає 50-52 см завдовжки. Пір'я чорного забарвлення з металевим відблиском.

## Спосіб життя
На Тасманії зустрічається повсюдно: в лісах, горах, узбережних районах, полях, містах тощо.

### Живлення
Всеїдний вид. В раціон входять комахи, дрібні тварини, фрукти, зерна, яйця птахів, падаль тощо. Полюбляє живитись на смітниках у відходах людей. Corvus tasmanicus відомий тим, що може полювати на великих птахів, розміром з мартина.

### Розмноження
Гніздиться на високих деревах та електричних стовпах. Гніздо будує з гілок. У кладці 4-6 блакитних яєць з коричневими цятками.